# Lungeurt
Lungeurt (Pulmonaria) er en slægt med 16 arter, som er udbredt i Europa, Lilleasien, Kaukasus samt Central- og Østasien, men med tyngdepunktet i det sydøstlige Europa. Slægten er dog yderst kompleks, for der eksisterer mange overgange mellem de enkelte arter og hybride former, og det er ofte kun muligt at artsbestemme planterne ved kromosomanalyser. Angivelserne i litteraturen af udbredelsesområder kan derfor være behæftet med fejl. Her beskrives kun de arter, som er vildtvoksende i Danmark eller som dyrkes her.
| Beskrevne arter |

- Almindelig lungeurt (Pulmonaria obscura)
- Blød lungeurt (Pulmonaria mollis)
- Broget lungeurt (Pulmonaria saccharata)
- Fransk lungeurt (Pulmonaria affinis)
- Himmelblå lungeurt (Pulmonaria angustifolia)
- Hvidplettet lungeurt (Pulmonaria officinalis)
- Rød lungeurt (Pulmonaria rubra)
- Storbladet lungeurt (Pulmonaria stiriaca)

| Andre arter |

- Pulmonaria dacica
- Pulmonaria filarszkyana
- Pulmonaria helvetica
- Pulmonaria kerneri
- Pulmonaria longifolia
- Pulmonaria montana
- Pulmonaria vallarsae
- Pulmonaria visianii